# Лоусан, Франсишку
Франси́шку Лоуса́н (порт. Francisco Anacleto Louçã; род. 12 ноября 1956) — португальский политик и экономист, лидер Левого блока в 2005—2012 гг.

## Политическая биография
Принимал участие в борьбе против фашистского режима в Португалии. В 1973 году Лоусан был одним из основателей Интернационалистической коммунистической лиги, ставшей португальской секцией Четвёртого интернационала. Тогда же был избран её генеральным секретарём. В 1978 году Лига объединилась с другой симпатизирующей Четвёртому интернационалу организацией — Рабочей революционной партией, созданной в 1975 году, — в Революционную социалистическую партию. В 1999 году РСП объединилась с двумя другими крайне левыми организациями в Левый блок, а Лоусан был избран его координатором. Депутат Ассамблеи Республики с 1999 года.
Лоусан является профессором экономики в лиссабонском Высшем институте экономики и менеджмента, который относится к Техническому университету Лиссабона. Автор нескольких книг и статей в научных журналах по истории экономической мысли, динамике сложных адаптивных систем и природы долгосрочных техно-экономических изменений.
Участвовал в президентских выборах 2006 года, набрав 5,32 % голосов.

## Произведения
- Turbulence in economics: an evolutionary appraisal of cycles and complexity in historical processes. — Cheltenham: Edward Elgar, 1997.
- Chris Freeman, Francisco Louçã As Time Goes By: From the Industrial Revolutions to the Information Revolution. — Oxford, Oxford University Press, 2002. («Как проходит время: от индустриальной до информационной революции»)
- Лоуса Ф. Вклад Евгения Слуцкого в анализ экономических циклов // Экономическая школа. Вып. 5, 1999.